# Volleyball-Bundesliga 2007/2008 (damer)
1. Bundesliga 2007–2008 utspelade sig mellan 6 oktober 2007 och 26 april 2008. I turneringen deltog 11 lag från DVV:s medlemsklubblag. Rote Raben Vilsbiburg blev mästare för första gången.

## Regelverk
Lagen spelade först en grundserie där alla mötte alla. De sex första lagen gick vidare till en mästerskapsserie där ettan i serien blev tysk mästare. De fyra sista lagen gick vidare till en kvalserie (detta året dock utan risk att faktiskt åka ner). Det tyska förbundets utvecklingslag VC Olympia Berlin spelade bara grundserien. I de bägge fortsättningsseriena behöll lagen sina resultat från grundserien.

## Deltagande lag
| - VT Aurubis Hamburg - Köpenicker SC - VC Olympia Berlin - Dresdner SC - TSV Bayer 04 Leverkusen - USC Münster | - Schweriner SC - TSV Sonthofen - VfB 91 Suhl - Rote Raben Vilsbiburg - 1. VC Wiesbaden |

## Turneringen

### Grundserien

#### Spelschema
|            | Dresden | Hamburg | K. Berlin | Leverkusen | Münster | Schwerin | Sonthofen | Suhl | O. Berlin | Vilsbiburg | Wiesbaden |
| ---------- | ------- | ------- | --------- | ---------- | ------- | -------- | --------- | ---- | --------- | ---------- | --------- |
| Dresden    | XXX     | 3-0     | 3-0       | 0-3        | 3-0     | 2-3      | 3-0       | 3-2  | 3-0       | 3-2        | 3-0       |
| Hamburg    | 1-3     | XXX     | 3-1       | 3-1        | 3-2     | 0-3      | 3-0       | 1-3  | 3-0       | 3-1        | 3-1       |
| K. Berlin  | 0-3     | 1-3     | XXX       | 1-3        | 3-1     | 3-1      | 3-2       | 1-3  | 3-0       | 0-3        | 3-1       |
| Leverkusen | 3-0     | 3-2     | 3-1       | XXX        | 3-0     | 3-2      | 3-0       | 0-3  | 3-0       | 1-3        | 2-3       |
| Münster    | 1-3     | 1-3     | 0-3       | 3-0        | XXX     | 3-2      | 3-2       | 1-3  | 3-0       | 2-3        | 2-3       |
| Schwerin   | 2-3     | 3-0     | 3-0       | 3-1        | 3-0     | XXX      | 3-0       | 3-1  | 3-0       | 3-0        | 3-2       |
| Sonthofen  | 0-3     | 2-3     | 1-3       | 0-3        | 3-2     | 0-3      | XXX       | 1-3  | 2-3       | 1-3        | 0-3       |
| Suhl       | 0-3     | 3-1     | 3-0       | 3-0        | 3-0     | 3-2      | 3-0       | XXX  | 3-1       | 1-3        | 1-3       |
| O. Berlin  | 0-3     | 1-3     | 0-3       | 2-3        | 1-3     | 0-3      | 3-2       | 1-3  | XXX       | 0-3        | 0-3       |
| Vilsbiburg | 3-1     | 3-2     | 3-0       | 3-2        | 3-0     | 2-3      | 3-0       | 3-2  | 3-0       | XXX        | 3-2       |
| Wiesbaden  | 3-2     | 3-0     | 2-3       | 2-3        | 3-1     | 2-3      | 3-0       | 1-3  | 3-0       | 3-1        | XXX       |

#### Sluttabell[2]
| Pos.. | Lag                     | Pt | M  | V  | F  | SV | SF | Kvot  | PV   | PF   | Kvot  |
| ----- | ----------------------- | -- | -- | -- | -- | -- | -- | ----- | ---- | ---- | ----- |
| 1.    | Schweriner SC           | 30 | 20 | 15 | 5  | 54 | 25 | 2.160 | 1815 | 1585 | 1.145 |
| 2.    | Dresdner SC             | 30 | 20 | 15 | 5  | 50 | 23 | 2.173 | 1666 | 1476 | 1.128 |
| 3.    | Rote Raben Vilsbiburg   | 30 | 20 | 15 | 5  | 51 | 29 | 1.758 | 1801 | 1546 | 1.164 |
| 4.    | VfB 91 Suhl             | 28 | 20 | 14 | 6  | 49 | 28 | 1.750 | 1809 | 1628 | 1.111 |
| 5.    | TSV Bayer 04 Leverkusen | 24 | 20 | 12 | 8  | 43 | 34 | 1.264 | 1730 | 1653 | 1.046 |
| 6.    | 1. VC Wiesbaden         | 22 | 20 | 11 | 9  | 46 | 36 | 1.277 | 1798 | 1771 | 1.015 |
| 7.    | VT Aurubis Hamburg      | 22 | 20 | 11 | 9  | 40 | 38 | 1.052 | 1739 | 1748 | 0.994 |
| 8.    | Köpenicker SC           | 18 | 20 | 9  | 11 | 32 | 41 | 0.780 | 1580 | 1680 | 0.940 |
| 9.    | USC Münster             | 10 | 20 | 5  | 15 | 28 | 50 | 0.560 | 1611 | 1770 | 0.910 |
| 10.   | VC Olympia Berlin       | 4  | 20 | 2  | 18 | 12 | 59 | 0.203 | 1310 | 1670 | 0.784 |
| 11.   | TSV Sonthofen           | 2  | 20 | 1  | 19 | 16 | 59 | 0.271 | 1451 | 1783 | 0.813 |

| Vidare till mästerskapsserien | Vidare till kvalserien |

### Mästerskapsserien

#### Spelschema
|            | Dresden | Leverkusen | Schwerin | Suhl | Vilsbiburg | Wiesbaden |
| ---------- | ------- | ---------- | -------- | ---- | ---------- | --------- |
| Dresden    | XXX     | 0-3        | 3-1      | 3-0  | 2-3        | 3-2       |
| Leverkusen | 0-3     | XXX        | 2-3      | 2-3  | 1-3        | 3-1       |
| Schwerin   | 3-1     | 0-3        | XXX      | 3-0  | 3-1        | 3-1       |
| Suhl       | 1-3     | 3-0        | 3-2      | XXX  | 0-3        | 3-0       |
| Vilsbiburg | 3-2     | 3-2        | 3-0      | 1-3  | XXX        | 3-0       |
| Wiesbaden  | 3-2     | 3-0        | 3-2      | 1-3  | 3-1        | XXX       |

#### Sluttabell[3]
| Pos. | Lag                     | Pt | M  | V  | F  | SV | SF | Kvot  | PV   | PF   | Kvot  |
| ---- | ----------------------- | -- | -- | -- | -- | -- | -- | ----- | ---- | ---- | ----- |
| 1.   | Rote Raben Vilsbiburg   | 44 | 30 | 22 | 8  | 75 | 45 | 1.666 | 2726 | 2428 | 1.122 |
| 2.   | Dresdner SC             | 40 | 30 | 20 | 10 | 72 | 42 | 1.714 | 2589 | 2339 | 1.106 |
| 3.   | Schweriner SC           | 40 | 30 | 20 | 10 | 74 | 45 | 1.644 | 2697 | 2494 | 1.081 |
| 4.   | VfB 91 Suhl             | 40 | 30 | 20 | 10 | 68 | 46 | 1.478 | 2647 | 2466 | 1.073 |
| 5.   | 1. VC Wiesbaden         | 30 | 30 | 15 | 15 | 63 | 59 | 1.067 | 2668 | 2671 | 0.998 |
| 6.   | TSV Bayer 04 Leverkusen | 30 | 30 | 15 | 15 | 59 | 56 | 1.053 | 2549 | 2518 | 1.012 |

| Tyska mästare |

### Kvalserie

#### Spelschema
|           | Hamburg | K. Berlin | Münster | Sonthofen |
| --------- | ------- | --------- | ------- | --------- |
| Hamburg   | XXX     | 3-0       | 3-2     | 3-0       |
| K. Berlin | 3-1     | XXX       | 3-0     | 3-0       |
| Münster   | 2-3     | 1-3       | XXX     | 3-0       |
| Sonthofen | 2-3     | 1-3       | 1-3     | XXX       |

#### Sluttabell[4]
| Pos.. | Lag                | Pt | M  | V  | F  | SV | SF | Kvot  | PV   | PF   | Kvot  |
| ----- | ------------------ | -- | -- | -- | -- | -- | -- | ----- | ---- | ---- | ----- |
| 7.    | VT Aurubis Hamburg | 32 | 26 | 16 | 10 | 56 | 47 | 1.191 | 2302 | 2260 | 1.018 |
| 8.    | Köpenicker SC      | 28 | 26 | 14 | 12 | 47 | 47 | 1.000 | 2084 | 2121 | 0.982 |
| 9.    | USC Münster        | 14 | 26 | 7  | 19 | 39 | 63 | 0.619 | 2139 | 2313 | 0.924 |
| 10.   | TSV Sonthofen      | 2  | 26 | 1  | 25 | 20 | 77 | 0.259 | 1894 | 2325 | 0.814 |

## Resultat för deltagande i andra turneringar
| Klubb                 | Vidare till                 |
| --------------------- | --------------------------- |
| Rote Raben Vilsbiburg | CEV Cup 2007–208            |
| Dresdner SC           | CEV Challenge Cup 2007–2008 |